# Semiothisa abbreviata
Semiothisa abbreviata là một loài bướm đêm trong họ Geometridae.